# Oksen Mirzoian
Oksen Mirzoian (n. 11 iunie 1961, Angeghakot⁠(d), Sisian District⁠(d), Republica Sovietică Socialistă Armeană, URSS) este un halterofil ce a reprezentat Uniunea Republicilor Sovietice Socialiste, medaliat olimpic. A participat la o ediție a Jocurilor Olimpice (1988) în care a câștigat o medalie de aur.

## Participări
Lista de mai jos prezintă principalele competiții la care a participat Oksen Mirzoyan de-a lungul carierei.
- weightlifting at the 1988 Summer Olympics – men's 56 kg[*]